# ЛГ-12 (десантная горная лодка)
ЛГ-12 - десантная горная лодка

Десантная горная лодка ЛГ-12 предназначена для переправы через водные преграды.

## Техническое описание
Лодка изготавливается из прорезиненной ткани и состоит из камеры овальной формы, разделённой на четыре отсека мягкими переборками, и матерчатого дна.

Лодка имеет: верхний и нижний пояса усиления; две пары уключин; три матерчатых сиденья (банки) для гребцов; штропы для крепления лежней при сборке перевозных паромов и причальные штропы; бортовой канат; складное деревянное днище, состоящее из продольных и поперечных планок, а также ремней из прорезиненной материи.

### Технические характеристики
- грузоподъемность – 1,5 т;
- вместимость – 10-12 солдат со снаряжением и вооружением и 3 гребца;
- грузоподъемность парома из 2 лодок – 2 т;
- грузоподъемность парома из 3 лодок – 3 т;
- длина – 5 м;
- ширина – 1,6 м;
- высота – 0,5 м;
- вес полного комплекта лодки – 80 кг.

Развёртывание, надувание и снаряжение лодки производится за 5-7 минут..